# Dernière danse
Dernière danse ist ein Lied der französischen Sängerin Indila aus ihrem Debütalbum Mini World. Es wurde am 5. Dezember 2013 als erste Single des Albums durch Capitol Records veröffentlicht. Das Lied wurde von ihr selbst geschrieben und durch Skalpovich produziert.

## Hintergrund
Das Lied basiert auf einem Sample des Liedes „Parce que tu crois“ von Charles Aznavour von 1966.
Dernière danse (Letzter Tanz) beschreibt den Liebeskummer nach einer Trennung und den Wunsch nach einem letzten Tanz mit dem Partner, um den Schmerz zu vergessen.

## Musikvideo
Das Musikvideo wurde unter der Regie von Sylvain Bressollette in Paris gedreht und am 4. Dezember 2013 auf YouTube veröffentlicht.
Indila stellt in dem Video eine junge Frau dar, die nach dem Rauswurf aus ihrem Zuhause mit ihrem Koffer und einem Foto durch Paris irrt. Die Passanten sind ihr gegenüber gleichgültig oder nehmen sie kaum wahr und rempeln sie an. Die Gefühle der Frau lösen schließlich ein Unwetter aus und die Bewohner der Stadt versuchen zu fliehen. Der Sturm fegt schließlich auch über die Frau hinweg. Sie erwacht, als die Sonne durch die Unwetterwolken bricht und das Foto aus ihrer Vergangenheit wird vom Wind davongetragen.
Im Mai 2023 erreichte das Video mehr als eine Milliarde Aufrufe.

## Kommerzieller Erfolg

### Chartplatzierungen
Dernière danse avancierte zum Nummer-eins-Hit in Griechenland und Rumänien. Darüber hinaus erreichte es Top-10-Platzierungen in Belgien und Frankreich sowie Chartplatzierungen in Deutschland, Österreich und der Schweiz.
| ChartsChartplatzierungen | Höchstplatzierung | Wochen |
| ------------------------ | ----------------- | ------ |
| Deutschland (GfK)        | 46 (24 Wo.)       | 24     |
| Flandern (Ultratop)      | 5 (26 Wo.)        | 26     |
| Frankreich (SNEP)        | 2 (123 Wo.)       | 123    |
| Österreich (Ö3)          | 46 (10 Wo.)       | 10     |
| Schweiz (IFPI)           | 15 (54 Wo.)       | 54     |
| Wallonie (Ultratop)      | 2 (36 Wo.)        | 36     |

| ChartsJahrescharts (2014) | Platzierung |
| ------------------------- | ----------- |
| Flandern (Ultratop)       | 21          |
| Schweiz (IFPI)            | 65          |
| Wallonie (Ultratop)       | 3           |

| ChartsJahrescharts (2024) | Platzierung |
| ------------------------- | ----------- |
| Schweiz (IFPI)            | 88          |

### Auszeichnungen für Musikverkäufe
| Land/Region                  | Auszeichnungen für Musikverkäufe (Land/Region, Auszeichnung, Verkäufe) | Verkäufe  |
| ---------------------------- | ---------------------------------------------------------------------- | --------- |
| Belgien (BRMA)               | Platin                                                                 | 30.000    |
| Brasilien (PMB)              | Gold                                                                   | 30.000    |
| Dänemark (IFPI)              | Gold                                                                   | 45.000    |
| Deutschland (BVMI)           | Gold                                                                   | 150.000   |
| Frankreich (SNEP)            | —                                                                      | 147.200   |
| Italien (FIMI)               | Gold                                                                   | 50.000    |
| Spanien (Promusicae)         | Platin                                                                 | 60.000    |
| Vereinigte Staaten (RIAA)    | Gold                                                                   | 500.000   |
| Vereinigtes Königreich (BPI) | Silber                                                                 | 200.000   |
| Insgesamt                    | 1× Silber · 5× Gold · 2× Platin ·                                      | 1.212.200 |